# Празнични пар
Празнични пар (енгл. Holidate) амерички је љубавно-хумористички филм из 2020. године у режији Џона Вајтсела, по сценарију Тифани Полсен. Главне улоге глуме Ема Робертс и Лук Брејси. Премијерно је приказан 28. октобра 2020. године за Netflix.

## Радња
Двоје странаца који више не желе да буду сами за празнике договоре се да ће се целе године претварати да су пар, али у платонске планове уплету се права осећања.

## Улоге
| Глумац          | Улога         |
| --------------- | ------------- |
| Ема Робертс     | Слоун         |
| Лук Брејси      | Џексон        |
| Ендру Бачлор    | Нил           |
| Џесика Кепшо    | Аби           |
| Маниш Дајал     | Фарук         |
| Алекс Мофат     | Питер         |
| Џејк Манли      | Јорк          |
| Кинти Ву        | Лиз           |
| Франсес Фишер   | Елејн         |
| Кристин Ченоует | Сузан         |
| Ден Лорија      | Воли          |
| Карл Макдауел   | Деда Мраз     |
| Никола Пелц     | Фелисити      |
| Жилијен Марлон  | Лик           |
| Микаела Хувер   | Ени           |
| Ејми Кареро     | Карли         |
| Меган Холавеј   | Карлина мајка |
| Савана Рејна    | Дејзи         |
| Били Слотер     | Бари          |
| Карлос Лакамара | Карлин отац   |